# Lathus-Saint-Rémy
Lathus-Saint-Rémy – miejscowość i gmina we Francji, w regionie Nowa Akwitania, w departamencie Vienne.
Według danych na rok 1990 gminę zamieszkiwało 1 345 osób, a gęstość zaludnienia wynosiła 14 osób/km² (wśród 1467 gmin regionu Poitou-Charentes, Lathus-Saint-Rémy plasuje się na 216. miejscu pod względem liczby ludności, natomiast pod względem powierzchni na miejscu 4.).